# Final Fantasy Fables: Chocobo Tales
Final Fantasy Fables: Chocobo Tales (チョコボと魔法の絵本?, Chokobo to Mahō no Ehon) è un videogioco per Nintendo DS in cui si impersona un chocobo con lo scopo di salvare la sua isola dai piani del malvagio signore Bebuzzu, che, con l'aiuto di Irma, una ragazza dall'oscuro passato, vuole tornare alla massima potenza.

## Trama
La trama inizia alla fattoria Chocobo dove Shirma, l'allevatrice nonché maga bianca, sta leggendo un libro ad alcuni choboco, tra cui vi è il protagonista. A un certo punto arriva Croma, un mago nero che gestisce una libreria mobile con il suo choboco blu Blues, con un libro proveniente da lontano. Il libro ha un sigillo che il protagonista riesce ad aprire, ma questo si rivela essere Bebuzzu, il signore dell'oscurità, che ha atteso per secoli sotto forma di libro qualcuno lo liberasse. Bebuzzu risucchia dentro di esso tutti quelli che vivono nella fattoria e nel villaggio adiacente, tranne il protagonista, Shirma e Croma, poi dice di attendere l'arrivo della "donna con il sangue oscuro" e di mirare al potere dei cristalli, ed infine se ne va volando.
I tre non sanno più cosa fare, arrivando alla piazza nord del villaggio, adiacente alla fattoria, notano un palloncino a cui è legata una carta, ma troppo alto per riuscire a prenderlo, ed un libro illustrato per terra, che Shirma afferma essere uno dei suoi. Esaminando il libro (il primo volume de "L'adamantaruga e il kyactus") il protagonista ne viene risucchiato dentro, dove prende parte ad un minigioco ispirato alla storia del libro. Finendolo rivela uno dei tre epiloghi, la cui trama fa accadere qualcosa nel mondo reale: il palloncino scoppia e il protagonista riesce a prendere la carta, su cui vi è uno dei chocobo della fattoria, Ciccio. Ma prendendolo la carta scompare e Ciccio ritorna nel mondo reale, dove spiega che era intrappolato dal potere di Bebuzzu. Shirma capisce che tutti i chocobo sono dentro le carte, e anche che i libri illustrati devono aver reagito in qualche modo alla magia di Bebuzzu.
Ritornando nella piazza nord, Shirma e il protagonista (Croma e Ciccio rimangono nella fattoria) vedono due Gazze Ladre (chocobo travestiti da gazze ladre) bloccare l'accesso al libro e subito dopo arriva Irma, una ragazza dal carattere freddo, distaccato e crudele, che sfida il protagonista in una gara contro una sua gazza ladra nel libro illustrato. Il protagonista vince la sfida, e la ragazza se ne va, accennando di essere alleata di Bebuzzu. Shirma intuisce che dev'essere la donna con il sangue oscuro.
Andando nella piazza principale, il protagonista nota Irma con due chocobo suoi scagnozzi: il chocobo rosa grassoccio Peekaaboo e il choboco blu con occhiali da aviatore Greeble, dirigersi a nord, dove è situato il Monte Magma. Il protagonista li segue, ma i due chocobo bloccano il cancello che conduce al monte. Ritornando nota Ciccio che avanza con furia verso il monte e sfonda il cancello, ed inoltre dà al protagonista la Lente d'Ingrandimento Magica, che permette di sapere come sbloccare i segreti contenuti nei libri illustrati. Il protagonista arriva al monte, ma per avanzare deve entrare nel primo volume de "Titano e il Fagiolo Magico", col quale riesce a far crescere una pianta che sale per il monte. Intanto vede i due chocobo di Irma parlare con quello che parrebbe il loro capo: Volg, un chocobo nero e rosso con un'aria da veterano. Viene raggiunto da Shirma, ma i due vengono bloccati in una grotta da Behemoth, controllato da Irma, che impedisce loro di avanzare. I due fanno marcia indietro, ma all'uscita della grotta vengono fermati da Duellante X, un improbabile supereroe moguri di cui Shirma capisce subito l'identità, quella del moguri Mog. Duellante X, venuto a sapere della situazione, decide di mettere il protagonista sotto la sua ala protettrice, gli spiega il gioco di carte del videogioco e gli regala il Mazzo da Principiante (un mazzo precostruito formato da tre carte) col quale sconfigge Behemoth che rinsavisce, lasciandoli passare. All'uscita della grotta vengono di nuovo fermati da Duellante X, che spiega al protagonista le regole avanzate del gioco e scambia il Mazzo da Principiante con il Mazzo d'Allenamento (da otto carte, che però dev'essere riempito dal protagonista), e poi se ne va. Arrivati quasi alla fine del monte, i due incontrano Irma, che col potere fornitogli da Bebuzzu riesce a evocare un getto di lava che blocca il passaggio. Il protagonista riesce ad eliminarlo entrando nel primo volume de "Il brutto chocobroccolo". Arrivati in cima, i due scoprono il Cristallo del Fuoco, il quale però pare spento dal suo potere (e nel frattempo arriva Croma). Il protagonista riesce a ridare potere al Cristallo grazie al secondo volume de "Il brutto chocobroccolo", e ai tre appare Fenice, guardiano del Cristallo, che gli dice che devono proteggere i quattro cristalli (Fuoco, Terra, Acqua e Luce) da Bebuzzu. Subito dopo viene assorbito proprio da quest'ultimo, e nel frattempo arrivano Irma con Peekaaboo e Greeble. Il protagonista si vede costretto a combattere contro Bebuzzu, e temporaneamente lo sconfigge. Irma e i due chocobo se ne vanno, dicendogli che hanno avuto solo fortuna.
I tre ritornano alla fattoria, e Croma dice di aver sentito dire che il Cristallo della Terra si trova nella foresta ad est. La via è bloccata da un tronco, che però viene bruciato da Fenice. Così il protagonista arriva nella foresta, dove trova Croma che lo ha preceduto. Tuttavia arrivano Peekaaboo e Gritzle che trasformano con la magia Croma in una statua di pietra e distruggono il ponte che collega la zona dove c'è il protagonista e la zona dov'è Croma, che è anche quella per avanzare. Trovando il primo volume de "L'unicorno e i musicanti", il protagonista sblocca il passaggio di un albero dove trova il secondo volume de "Titano e il Fagiolo Magico", con il quale riesce a chiudere il dirupo che separa le due zone. Arriva anche Shirma, che con la magia bianca libera Croma dall'incantesimo. Avanzando, vengono bloccati da Irma e da Golem, posseduto da quest'ultima. Il Mazzo da Allenamento non è abbastanza potente per il Golem, così il protagonista ritorna nella piazza principale dove Duellante X ha aperto una bancarella. Spiegandogli la situazione, Duellante X scambia il Mazzo d'Allenamento con un Set di Mazzi Professionisti(ora si possono costruire fino a 6 mazzi di 15 carte). Così il protagonista batte il Golem e lo risanvisce, mentre Irma se ne va come al solito. Usando il primo volume de "Shiva e Ifrit" riesce a riempire un lago che nutre delle radici. Queste ultime permettono di andare in una radura in cui vi è il Cristallo della Terra, che viene riattivato con il secondo volume de "L'unicorno e i musicanti". Appare Unicorno, guardiano del Cristallo, che dice che devono assolutamente proteggere i cristalli da Bebuzzu, altrimenti il mondo piomberà nell'oscurità come si era rischiato 400 anni prima, quando Bebuzzu tentò di prenderne il potere ma venne fermato da alcuni eroi. Giusto quest'ultimo assorbe il Cristallo, Irma arriva con la sua compagnia (tra cui vi è anche Volg), e il protagonista si fronteggia di nuovo con Bebuzzu, sconfiggendolo di nuovo.
Di ritorno alla fattoria, Shirma afferma che mancano due punti cardinali: il sud e l'est. A sud c'è un Santuario sommerso, mentre ad est, oltre la scogliera, vi è una torre chiamata Tecnolite, purtroppo irraggiungibile. A Shirma viene l'idea di Cid, un ingegnere aeronavale che si è trasferito in una città lontana. Per farlo utilizza un congegno lasciato da Cid, ma mentre tentano di farlo funzionare il protagonista preme per errore il pulsante dell'autodistruzione. Dato che non si capisce se Cid abbia o meno recepito il messaggio, il protagonista va al Santuario sommerso grazie ad Unicorno, che gli permette di suonare sott'acqua. La sala principale ha due scalinate di cui una bloccata (non necessaria ai fini della trama) e una porta bloccata. Costretto ad andare nell'unica scala disponibile, trova il secondo volume de "Shiva e Ifrit", col quale riesce a congelare un tratto di mare per raggiungere un'altra zona del Santuario. Arrivano anche Shirma e Croma, ma la strada viene bloccata da Peekaaboo e Gritzle, e quest'ultimo tenta di spaccare il ghiaccio. Per i tre sembra essere la fine, quando arriva Cid a bordo della sua aeronave che riesce a salvarli in tempo. Purtroppo l'aeronave è ha corto di carburante, così fanno un atterraggio d'emergenza a nord della piazza principale. Cid afferma che per farla ripartire servono tre conchiglie energetiche, che il protagonista trova nel Santuario. Ma prima deve avanzare in esso. Il ghiaccio non è stato rotto, così avanza e trova il primo volume di "Al leviatano, al leviatano!", col quale compie due miracoli: blocca un vortice che impedisce il passaggio e sblocca l'accesso ad una delle tre conchiglie. Arriva in una sala piena di teletrasporti, nella quale vede Irma e Volg discutere sull'utilità di Peekaaboo e Gritzle: la prima dice che sono completamente inutili, mentre il secondo afferma che fanno il meglio che possono. Comunque i due bloccano l'accesso ad un teletrasporto. Avanzando tra i teletrasporti il protagonista arriva in un'altra stanza, dove trova Sahagin che si rivela cortese ed affabile, ma è tuttavia una messa in scena poiché è controllato da Irma. Il protagonista lo sconfigge e lo fa rinsavire, e così riesce a sbloccare l'accesso al primo volume de "I tre porcellini", col quale compie due miracoli: sblocca il passaggio al teletrasporto e rende accessibile una delle tre conchiglie (la terza è già accessibile senza miracoli). Con il nuovo teletrasporto arriva nella zona dove si trova il Cristallo dell'Acqua, e qui trova Volg che rivela di essere il guerriero supremo e di voler combattere contro il protagonista, ma non lo fa poiché Peekaaboo e riuscito a sbloccare la porta della sala principale, che è quella che collega alla sala del Cristallo, ma è rimasto bloccato tra di esse e Volg deve aiutarlo. Così arrivano Shirma, Croma e Cid, e con il secondo volume di "Al leviatano, al leviatano!" il Cristallo dell'Acqua ritorna attivo ed appare Leviatano, guardiano del Cristallo, che racconta di come quattro eroi - un chocobo con il potere del Fuoco, un ingegnere con il potere della Terra, una maga bianca con il potere dell'Acqua e un mago nero con il potere della Luce - siano riusciti a sconfiggere Bebuzzu 400 anni fa, e i loro discendenti (il protagonista, Cid, Shirma e Croma) devono fare lo stesso: se solo uno di essi cederà le tenebre avranno il sopravvento. Poi arriva Bebuzzu e solita storia: assorbe il Cristallo, arrivano Irma e compagnia, il protagonista fronteggia Bebuzzu e lo sconfigge.
Ritornati alla fattoria con l'aeronave carica i quattro cercano di raggiungere la Tecnolite, ma è impossibile poiché la torre stessa genera fulmini che la proteggono. Così sono costretti ad atterrare poco lontano, e all'ingresso della torre trovano Peekaaboo e Gritzle che non li bloccano, ma li mettono in guardia dicendo di stare attenti ai propri cuori. Entrando, Shirma sente uno strano suono e ha una visione di una memoria riguardante suo padre, distorta da Bebuzzu. Gli altri la fanno rinsavire e capiscono cosa volevano i due chocobo quando parlavano di stare attenti ai propri cuori. Comunque, il protagonista trova il secondo volume de "L'adamantaruga e il kyactus", col quale bloccano una macchina che faceva muovere al contrario delle scale mobili, impedendogli di raggiungere l'ascensore per il primo piano. Qui Shirma ha di nuovo una visione di una memoria distorta, stavolta riguardante sua madre. Il libro illustrato è irraggiungibile, così vanno al secondo piano. Qui è Cid ad avere una memoria distorta riguardante una guerra in cui furono usate le aeronavi, e anche Shirma appare nella visione. Comunque Cid non si fa suggestionare, e il protagonista trova il primo volume di "Cappuccettino Rosso", col quale sblocca l'accesso al libro del primo piano. Non è possibile raggiungere il terzo poiché l'orologio gigante presente, le cui lancette farebbero da passaggio, è funzionante. Ritornati al primo piano, Croma nota che manca qualcosa. Infatti arriva il Gigante di Ferro, controllato da Irma è incitato da quest'ultima a combattere il protagonista, che lo sconfigge e lo fa rinsavire. Lei se ne va come al solito, e il protagonista entra nel secondo volume de "I tre porcellini", col quale blocca l'orologio gigante. Nel frattempo ognuno dei tre libri della torre permette un altro miracolo con cui è possibile raggiungere tre carte, di colore rosso, blu e giallo, nelle quali ci sono scritti dei numeri. Arrivati al terzo piano, stavolta è il protagonista ad avere la visione, nel quale dialoga con Peekaaboo e Ciccio, e si scopre che i due sono fratelli. Poi, sempre nella visione, arriva Shirma che lo fa addormentare. Ovviamente è un trucco di Bebuzzu per farlo addormentare in eterno, ma gli altri tre riescono a svegliarlo. L'ascensore per la cima è bloccato da tre serrature, una rossa, una blu e una gialla, le cui combinazioni si trovano scritte sulle carte con gli stessi colori. Raggiunta la cima nessuno ha una visione, e trovano il Cristallo della Luce, che rianimano con il secondo volume di "Cappuccettino Rosso". Appare Ramuh, guardiano del Cristallo, che spiega di come i quattro eroi, 400 anni fa, riuscirono a sigillare il potere di Bebuzzu in un libro, in quanto il corpo originario di Bebuzzu è sepolto proprio sotto la Tecnolite. Poi di nuovo la solita storia di Bebuzzu che assorbe il Cristallo, ma quando viene sconfitto dice di aver completato il suo piano. Infatti, era destino che lui dovesse essere liberato, assorbire il potere dei Cristalli ed essere sconfitto quattro volte per acquisirne i poteri. Inoltre dice che tanto il protagonista quanto Irma erano pedine del suo piano. Irma ne rimane sconvolta, e viene rapita da Bebuzzu che se ne va.
Ritornati in città, nella piazza principale è comparso un varco che conduce al mondo dell'Oscurità, nel quale può entrare solo il protagonista. Arrivato trova il libro di Bebuzzu inanimato e compare Volg, che gli spiega di come le ali dei chocobo permettono loro di volare dal mondo di Luce al mondo di Oscurità e viceversa, e di essere suo alleato nella battaglia finale. I due entrano nel libro, che si rivela essere l'ultimo libro illustrato: "La leggenda dei quattro cristalli". Nel libro trovano la forma originaria di Bebuzzu, e devono sconfiggerlo proteggendo Irma in un minigioco - battaglia molto simile al flipper. I due riescono a sconfiggere Bebuzzu e a liberare Irma. Ora non rimangono che i festeggiamenti alla fattoria.

## Modalità di gioco
Il gioco consiste principalmente nel muoversi ed esplorare l'ambiente. Durante il gioco si trovano dei libri illustrati, al cui interno si trovano i cosiddetti minigiochi, la cui riuscita è fondamentale per avanzare. Nel gioco si trovano anche i microgiochi, non necessari ai fini della trama, ma permettono di ottenere carte. Infatti le carte da gioco sono un altro aspetto fondamentale del gioco, e il trovarne quante più possibili risulta molto utile per avanzare.

## Libri illustrati e minigiochi
Durante l'esplorazione il protagonista s'imbatte in dei libri illustrati, la cui magia lo fa risucchiare all'interno. All'interno di essi dovrà partecipare ad un cosiddetto minigioco, e completarlo è necessario al fine della trama. I libri hanno sette obiettivi all'inizio segreti, ma che si rivelano non appena si ottiene la Lente d'Ingrandimento Magica. Di questi obiettivi, tre fanno ottenere carte da gioco, uno una carta chocobo in cui è imprigionato uno dei chocobo della fattoria, e tre rivelano i tre epiloghi del libro. Ogni epilogo fa succedere un cosiddetto miracolo, che può liberare un passaggio, attivare meccanismi, aprire forzieri o sbloccare carte. Ogni libro, eccetto l'ultimo, è diviso in due volumi. Quasi tutti i libri hanno due modalità:
- Prova nel quale il giocatore gioca da solo tentando o di fare quanti più punti possibili o di fare il miglior tempo;
- Battaglia nel quale il giocatore si deve confrontare con la CPU. Questa modalità ha cinque livelli: al primo livello si affronta una Gazza Ladra, al secondo quattro Gazze Ladre, al terzo Peekaaboo e Gritzle, al quatro Peekaaboo, Gritzle e Volg, e al quinto solo Volg.

I libri illustrati sono, nell'ordine in cui si trovano nel gioco:
- L'adamantaruga e il kyactus volume 1 - Corsa al picco. Si trova nella piazza nord del villaggio, adiacente alla fattoria. Il libro prende spunto dalla favola del coniglio e della tartaruga. Infatti parla di un kiactus veloce e orgoglioso che sfida delle adamantarughe lente ma costanti ad una gara di corsa, con in palio della carne da mangiare. Il giocatore si ritrova a cavalcare un'adamantaruga, che deve arrivare alla cima di una montagna evitando i massi. In modalità Prova dovrà arrivarci in quanto meno tempo possibile, in modalità Battaglia prima degli altri giocatori, anch'essi su adamantarughe.
- Titano e il fagiolo magico volume 1 - Di foglia in foglia. Si trova nella parte est delle pendici del Monte Magma. Il libro prende spunto dalla favola del ragazzo e il fagiolo magico. Infatti parla di un ragazzo derubato dai briganti che trova un fagiolo. Piantandolo, nella notte cresce a dismisura, e il ragazzo si arrampica per vedere la cima. Il giocatore, invece di scalare la pianta, deve rimbalzare su foglie che crea sul touch screen, cercando di evitare i Piros che lo farebbero precipitare. In modalità "Prova" deve salire quanto più in alto possibile, e al terzo scontro con un Piros il gioco finisce, mentre in modalità "Battaglia" deve arrivare in alto prima degli altri giocatori.
- Il brutto chocobroccolo volume 1 - Trova il chocobo in fiamme. Si trova nella zona sottostante la cima del Monte Magma. Il libro prende spunto dalla favola del brutto anatroccolo. Racconta di un chocobo che avendo il piumaggio diverso dagli altri chocobo (è rosso scuro, mentre solitamente i chocobo sono gialli) viene preso in giro. Disperato, egli scappa di casa e mentre piange il suo piumaggio prende fuoco. Il giocatore deve trovare il chocobo in mezzo ad una moltitudine di altri chocobo con una lente d'ingrandimento. In modalità "Prova" dovrà trovarlo quante più volte possibile in un minuto, in modalità "Battaglia" avrà un punto ogni volta che lo trova, e dovrà ottenere il punteggio più alto.
- Il brutto chocobroccolo volume 2 - Fuoco e Fiamme. Si trova nei pressi del Cristallo del Fuoco, sulla cima del Monte Magma. È il seguito del primo volume, in cui il chocobo arriva ad una fonte magica, in cui si accorge che ogni sua lacrima si trasforma in moneta non appena tocca il suolo. Il giocatore deve immergersi in una fonte al centro del piano del gioco, e con questo può spegnere una delle fiamme che il chocobo lascia, ottenendo una moneta e quindi un punto, poi dovrà immergersi di nuovo. In modalità "Prova" deve prendere quante più monete possibile in un minuto e mezzo, mentre in modalità "Battaglia" dovrà prenderne più degli avversari. È possibile usare un attacco per far perdere le monete all'avversario, e anche andare contro una fiamma senza essersi immerso comporta la perdita delle monete.
- L'unicorno e i musicanti volume 1 - Imita la melodia. Si trova nella zona d'ingresso della foresta. Il libro prende spunto dalla favola dei musicanti di Brema. La storia parla di un unicorno che si accorge che con i suoi zoccoli riesce a creare dei ritmi. Udendo il suono, un gatto (Cait Sith) che suona la tromba, ed un topo che suona i cimbali si uniscono all'unicorno, creando una compagnia di musicanti, che va a suonare in una città vicina. Il giocatore dovrà prima seguire il tempo della melodia, nella quale si sentono e vedono i tre strumenti. Questo sullo schermo superiore, mentre in quello inferiore vi sono tre cerchi con sopra disegnati gli strumenti. Il giocatore dovrà cliccare sul cerchio corrispondente allo strumento che sta per suonare nella melodia. Ad ogni turno la melodia si complica. Nella modalità "Prova" dovrà fare quanti più turni possibili, massimo tre errori è fuori. Nella modalità "Battaglia" avrà sempre tre vite, ma dovrà resistere più degli altri avversari.
- Titano e il fagiolo magico volume 2 - Caduta libera. Si trova in un albero a nord della zona d'ingresso della foresta. Il libro è un seguito del volume 1, nel quale il ragazzo arrivato in cima alla pianta e trovato il santuario di Titano, prende i suoi tesori, approfittando del fatto che Titano dorme. Ma come arriva alla pianta di fagioli Titano di risveglia e si accorge del furto, e infuriato insegue il ragazzo che deve precipitarsi giù dalla pianta. Il giocatore, al contrario del volume 1, inizia in cima alla pianta dove si butta. Sul tragitto ci sono delle monete, che può prendere modificando il percorso con delle foglie. In modalità "Prova" si deve prendere quanti più monete possibili, mentre in modalità "Battaglia" si deve prendere più monete degli avversari. In più in questa modalità si possono prendere due oggetti che aumentano oppure diminuiscono la velocità.
- Shiva e Ifrit volume 1 - Tempo di raccolta. Si trova nella zona centrale della foresta. È l'unico libro la cui trama è originale. Parla di Shiva, spirito del ghiaccio, e Ifrit, spirito del fuoco, a guardia di un albero di bacche. I due litigando, ognuno sostenendo che il proprio elemento è migliore dell'altro. Per provare ciò, i due si sfidano ad una gara: devono infastidire quanto più possibile un gruppo di avventurieri venuti a prendere le bacche. Il giocatore deve prendere delle bacche che cadono, evitando però sia le fiamme di Ifrit che i blocchi di ghiaccio di Shiva. Se prende uno dei due verrà bloccato, perderà una vita e dovrà premere ripetutamente con il pennino su di esso per liberarsi. In modalità "Prova" deve prendere quante più bacche possibili con tre vite, mentre in modalità "Battaglia" dovrà prenderne più degli altri entro un minuto e mezzo.
- L'unicorno e i musicanti volume 2 - Scontro di sinfonie. Si trova nei pressi del Cristallo della Terra, nella radura a nord della foresta. È il seguito del volume 1, nel quale la città dove si sono esibiti i tre musicisti viene invasa dai Malboro, famosi per il loro tremendo alito. Il sindaco chiede ai tre di liberare la città, e loro accettano. Il giocatore si ritrova in un gioco simile al volume 1. Le differenze sono che i cerchi ora sono quattro (si sono aggiunti i Malboro), e deve arrivare camminando ad ognuno dei cerchi prima che il suono corrispondente cominci, altrimenti si perde una vita. In modalità "Prova" si deve resistere per quanti più turni possibili con tre vite, mentre in modalità "Battaglia" dovrà essere l'ultimo a rimanere sul campo (tutti cominciano con tre vite). È possibile usare un attacco per tentare di far uscire gli altri giocatori dal cerchio.
- Shiva e Ifrit volume 2 - Balza e afferra. Si trova nell'isoletta a est del Santuario. Il libro è un seguito del volume 1, nel quale i due stavolta ciascuno elogia l'elemento dell'altro, ma nonostante ciò i due finiscono di litigare di nuovo e propongono di nuovo la gara del volume 1, anche se stavolta gli avventurieri hanno mantelli magici capaci di farli volare. Il giocatore si ritrova nello stesso piano di gioco bidimensionale del volume 1, ma stavolta le dinamiche sono diverse. Ifrit e Shiva posizionano nello schermo superiore le fiamme e i blocchi di ghiaccio, e anche le bacche sono nello schermo superiore. Il giocatore con un colpo di pennino dovrà far volare il chocobo cercando sia di prendere le bacche che evitare il ghiaccio e le fiamme. In modalità "Prova" si ha tre vite per prenderne quante più possibile, mentre in modalità "Battaglia" se ne dovranno prendere più degli avversari.
- Al leviatano, al levitano! volume 1 - Fuga subacquea. Si trova nella zona sud-est del Santuario. Il libro prende spunto dalla favola del gatto bugiardo e del lupo. Un chocobo bugiardo che vive in una città costiera grida allarme ogni giorno che sta arrivando Leviatano, il signore dei mari. Un giorno però Leviatano arriva davvero e cattura il chocobo. Il chocobo tenta di sfuggirgli nuotando. Il giocatore impersona il chocobo, e deve fuggire dal Leviatano in un percorso bidimensionale stretto, a ziz zag con delle specie di mine. In modalità "Prova" deve sfuggire quanti più metri possibile, e basta che tocca o il soffitto, o il pavimento o le mine per perdere l'unica vita e venire risucchiato. In modalità "Battaglia" le vite sono tre, e si deve resistere più degli avversari.
- I tre porcellini volume 1 - Tre piccoli puzzle. Si trova nella zona sud-ovest del Santuario. Come si evince dal titolo, il libro è ispirato dalla favola dei tre porcellini. Racconta di come il padre di tre porcellini darà in moglie la porcellina più bella del villaggio a chi saprà costruire la casa migliore, e i tre fratelli si mettono in competizione. Il piano di gioco è rappresentato da un prato in cui vi sono le sagome di tre case. Sul prato sono sparsi vari pezzi di forma e grandezza differenti, che il giocatore deve posizionare nelle sagome. Più grande è la sagoma, più punti ottiene. Le sagome non si possono sopravvorre, ne uscire dalla sagoma della casa. In più finire una casa comporta punti bonus. Nella piana di gioco c'è anche un Tomberry, che di tanto in tanto cambia i pezzi di puzzle, cambiandogli forma, dimensioni o frazionandoli in pezzi più piccoli. In modalità "Prova" bisognerà fare quanti più punti possibili entro un minuto o mezzo, o finendo le tre case prima dello scadere del tempo. In modalità "Battaglia" lo stesso, soltanto che bisogna fare più punti degli avversari.
- Al leviatano, al leviatano! volume 2 - Pesce fresco. Si trova nei pressi del Cristallo dell'Acqua, nella sala con i telestrasporti a sud del Santuario. È un seguito del volume 1, nel quale il chocobo e il Leviatano sono diventati amici, e il primo fa notare di come nella costa dove si trova la sua città non ci sono pesci. Leviatano gli confida che è lui a creare dei pesci color oro con le sue spire, ma che non è riuscito mai ad assaggiarli. Il chocobo si offre di prenderli per lui. Il libro ha solo la modalità "Battaglia", nella quale il giocatore deve prendere con le reti i pesci che Leviatano crea. Ne può prendere al massimo 4, che poi deve dare da mangiare al Leviatano per ottenere punti. È possibile con un attacco far perdere i pesci agli avversari, e il giocatore deve prendere e far mangiare quanti più pesci possibili.
- L'adamantaruga e il kyactus volume 2 - Salvataggio dalle rapide. Si trova al piano terra della Tecnolite. Il libro è un seguito del volume 1, nel quale il kyactus, contro i consigli dell'adamantarughe, decide di andare a valle lungo un fiume. Il problema che è inverno ed il fiume ha le rapide. Infatti il kyactus si scontra con una roccia, la zattera va in frantumi, e rischia di essere mangiato da Bismarck la balena. Le adamantarughe, abili nuotatrici, vanno nel fiume a salvarlo. Il giocatore si ritrova su un'adamantaruga, e deve pilotarla lungo il fiume, che presenta un tragitto lungo e pieno di curve, in più scontrandosi contro le pareti perde velocità. In modalità "Prova" si dovrà arrivare nel minor tempo possibile, in modalità "Battaglia" prima degli avversari.
- Cappuccettino rosso volume 1 - Labirinto folgorante. Si trova al secondo piano della Tecnolite. Il libro è ispirato alla favola di Cappuccetto Rosso. La storia parla di una chocobo femmina, caratterizzata da una mantellina rossa col cappuccio, che va a trovare la nonna nel bosco con delle medicine per curarle il mal di schiena. Ma nella foresta è sorpresa da Ramuh, dio dei tuoni, che scatena una tempesta. Cappuccettino Rosso corre a casa della nonna quanto più velocemente possibile. Il giocatore si ritrova in un labirinto le cui pareti sono costituite da fulmini. Se il giocatore tocca o le pareti, oppure delle specie di mine di tuono che si trovano sul percorso ritornerà al punto di partenza o all'ultimo check-point che ha toccato sulla mappa (ce n'è in tutto quattro). In modalità "Prova" dovrà arrivare alla fine del labirinto (dove si trova la casa della nonna) nel minor tempo possibile, in modalità "Battaglia" prima degli avversari.
- I tre porcellini volume 2 - Pugnalate alle spalle. Si trova al primo piano della Tecnolite. Il libro è un seguito del volume 1, dove uno dei tre fratelli, le cui ostilità sono finite dopo la gara, pesta per sbaglio la coda di un Tomberry. I Tomberry, famosi per il loro rancore che serbano, cominciano a dare la caccia ai tre fratelli. Nel libro è presente solo la modalità "Battaglia" nella quale il giocatore dovrà evitare i due Tomberry che danno la caccia a tutti i giocatori. Se un giocatore viene colpito perde una vita, e con tre vite perde. Con un attacco si potrà tentare di mandare gli avversari contro i Tomberry. Il giocatore deve essere l'ultimo a restare in campo. Se poi si tratta dei livelli 2, 3 e 4, dove ci sono tre o quattro avversari, il primo o i primi due che perdono si trasformano in Tomberry che daranno la caccia anch'essi ai giocatori rimanenti.
- Cappuccettino rosso volume 2 - Corsa tra i lampi. Si trova nei pressi del Cristallo della Luce, sulla cima della Tecnolite. Il libro è un seguito del volume 1, nel quale la nonna viene rapita da Ramuh, e Cappuccettino Rosso lo rincorre per salvarla. Nel libro è presente solo la modalità "Battaglia", nella quale il giocatore comincia con tre vite. Ramuh si trova nel campo di gioco, e di tanto in tanto attiva un raggio di fulmini, il quale gira intorno e non si ferme fino a che non colpisce uno dei giocatori, togliendogli una vita. Il giocatore deve rimanere l'ultimo in campo. Con un attacco può sia colpire gli avversari tentando di spingerli verso il raggio, oppure di spostare Ramuh verso gli avversari.
- La leggenda dei quattro cristalli. Si trova nel Mondo d'Oscurità. Il libro è l'unico a non avere un seguito, a non avere una modalità specifica ed avere un solo epilogo. Il libro, la cui storia ha preso spunto dalla mitologia di Final Fantasy, narra dei quattro cristalli Fuoco, Terra, Acqua e Luce, e di come abbiano creato il mondo. Ma esisteva anche un quinto Cristallo, il Cristallo Nero, che portava distruzione. Subito dopo il prologo parte il minigioco, che è lo scontro finale contro Bebuzzu. Il giocatore si ritrova alleato con Volg ed insieme devono mandare i quattro Cristalli, uno per volta, contro l'occhio di Bebuzzu in una sorta di flipper. Devono anche evitare che Irma venga colpita dai Cristalli respinti da due specie di rami viventi che proteggono Bebuzzu. Sia il giocatore sia Volg hanno una barra che si carica, e quando entrambe sono cariche sono fare uno speciale Doppio Attacco con cui il Cristallo risulta imparabile. Tanto Bebuzzu quanto Irma hanno una barra di vita, e il giocatore e Volg devono sia far finire quella di Bebuzzu sia evitare che finisca quella di Irma.

## Personaggi Principali
- Il protagonista: uno dei chocobo della fattoria, scioglie per sbaglio il sigillo di Bebuzzu. Parte poi all'avventura per cercare di fermarlo. Fisicamente è un comune chocobo giallo. Ha dentro di sé il potere del Fuoco.
- Shirma: l'allevatrice dei chocobo, nonché maga bianca. Si presenta come una ragazzina con i capelli rossi e gli occhi rossicci, che porta la veste bianca con maniche bordi rossi tipica dei maghi bianchi. Suo padre morì durante una guerra, e sua madre di malattia. È la nipote di Cid, anche se non si sa se per parte di padre o di madre. Ha dentro di sé il potere dell'Acqua.
- Croma: un mago nero che gestisce una biblioteca ambulante. Si presenta in modo quasi identico a Vivi di Final Fantasy IX: veste blu scura, cappello da mago con un diadema verde davanti, il volto non si vede, eccetto per i grandi occhi gialli senza pupilla. Durante l'incursione nella Tecnolite è l'unico ha non avere visioni, forse perché ha dentro di sé il potere della Luce.
- Cid: un ingegnere che ha inventato le aeronavi. Si presenta come un uomo con i capelli biondi e gli occhi verdi, con un completo verde. Rimase traumatizzato quando durante la guerra usarono le aeronavi sua invenzioni, in quanto lui voleva usarle per fini pacifici. È lo zio di Shirma, anche se non si sa se per parte di padre o di madre. Ha dentro di sé il potere della Terra.
- Bebuzzu: signore dell'Oscurità, che fu sigillato 400 anni fa in un libro. Si presenta solitamente come una via di mezzo tra un libro e un cane, con la copertina che gli fa da bocca, le pagine da denti, il segnalibro da lingua, e la sfera blu in mezzo alla copertina superiore da occhio. Il suo corpo originale è un essere gigantesco con un occhio solo. Assorbendo il potere dei Cristalli assume varie forme.
- Irma: una ragazza fredda, distaccata e crudele. Ha avuto una infanzia difficile: sia suo padre sia sua madre sono morti di malattia, e lei decise di non amare più per evitare di soffrire ancora. Trovò Volg quasi morente e lo curò, da allora egli è in debito con lei. Decide di diventare alleata di Bebuzzu, anche se poi si scopre essere soltanto una pedina di esso. Dopo che è stata liberata se ne va via con Volg. Nella lingua della sua gente il suo nome significa "Speranza".
- Gazze Ladre: chocobo al servizio di Irma. Sono dei chocobo vestiti in modo tale da somigliare a gazze ladre, da cui il nome. Non sono molto furbe: durante il gioco daranno consigli al giocatore, anche se poi gli dicono di non riverarlo al giocatore stesso!
- Peekaaboo: uno dei chocobo al servizio di Irma. Si presenta come un chocobo rosso piuttosto grassoccio, dall'aspetto simile ad una melanzana. È sempre con Gritzle, e la sua specialità è rompere le cose. È il fratello maggiore di Ciccio.
- Gritzle: uno dei chocobo al servizio di Irma. Si presenta come un chocobo blu con degli occhiali da aviatore. È sempre con Peekaaboo, ed è lui ad organizzare i piani della coppia.
- Volg: il più fedele dei chocobo al servizio di Irma. Si presenta come un chocobo nero con striatura rosse, varie cicatrici ed un'aria da veterano. Probabilmente combatté durante la guerra e venne quasi ferito a morte, ma fu trovato da Irma che lo curò. Da allora è in debito con lei. Aiuta il protagonista durante la battaglia finale.
- Carbuncle: Una delle invocazioni storiche di Final Fantasy, qui compare autodefinendosi "lo spirito dell'allegria". Lo si trova in vari posti, dove parlandogli regala carte da gioco al protagonista, insieme a massime filosofiche sulla felicità.

## Gioco di Carte
Nel gioco è presente un gioco di carte collezionabili. È possibile trovarle per terra, possono essere regalate da altri chocobo, ottenute battendo record ai microgiochi oppure fare determinati obiettivi nei libri illustrati. Cinque carte promo è possibile ottenerle solo scaricandole con la Wi-Fi Connection.
Il primo mazzo del gioco che si ottiene è il Mazzo da Principianti, composto da tre carte e precostruito. Poi si ottiene il Mazzo da Allenamento, da costruire con sette carte. Infine si ottiene un Set di Mazzi da Professionisti, col quale si possono creare fino a 6 mazzi composti da 15 carte.
Il gioco segue regole ben precise. Ogni giocatore ha un mazzo. Il protagonista comincia con 20 punti vita, mentre l'avversario può cominciarne anche con più punti. Ogni giocatore mette sul campo di gioco una carta. Ogni carta ha quattro cerchi, uno attaccato al centro di ogni lato. Partendo dall'alto e procedendo in senso orario si ha il rosso(Fuoco), il verde(Terra), il blu(Acqua) e il giallo(Luce). La maggior parte delle carte in uno dei cerchi hanno una spada, che significano che possono attaccare, così come la maggior parte delle carte ha su uno o più cerchi degli scudi, con il quale possono difendersi. In dettaglio:
- La carta del giocatore ha una spada sul rosso e l'avversario non ha niente sul rosso. Significa che la carta attacca col rosso e l'avversario non può difendersi. Solitamente la carta attaccante fa danno.
- La carta del giocatore ha una spada sul rosso e l'avversario ha uno scudo sul rosso. La carta attaccante viene difesa dal rosso che non fa danno. Se la carta ha effetti che si attivano parando un attacco, solitamente è la carta difensore a fare danno.
- Sia la carta del giocatore sia quella avversaria hanno una spada. Entrambe a turno attaccano, ma il danno viene dimezzato.

Lo stesso discorso si applica agli altri colori. Alcune carte non possono attaccare (queste sono chiamate difensori), ma attivano effetti quando parano un attacco. Inoltre ci sono carte senza difesa, e queste solitamente sono più forti.
Le carte possono essere di cinque colori: rosso, verde, blu, giallo e grigio. Le prime quattro non appena finisce il turno si trasformano in un cristallo che a va a collocarsi nella barra cristalli. Si possono avere fino a dieci cristalli in contemporanea, poi quelli più vecchi scompariranno. Le carte grigie non rilasciano cristalli, ma solitamente sono più forti delle altre quattro categorie. I cristalli vengono usate per le abilità cristallo. Se ad esempio una carta ha due cristalli blu segnati sopra, per attivare le proprie abilità nella barra cristallo bisognerà che ci siano almeno due cristalli blu. Altrimenti la carta non potrà attivare i suoi effetti. Se è un effetto d'attacco non potrà attaccare, se è un effetto di difesa potrà difendere ma l'abilità non si attiverà.
Le carte sono in totale 122 + 5 carte promo. Le carte da 001 a 024 e 119 sono rosse, da 025 a 048 e 120 sono verdi, da 049 a 072 e 121 sono blu, da 073 a 096 e 122 sono gialle e da 097 a 118 sono grigie. Le cinque carte promo non hanno numero, e sono ciascuna di un colore diverso. In dettaglio sono:
- 001 - 006: Ifrit - Fiammata, Fiammata +, Guardia di Fuoco, Terra bruciata, Foresta in fiamme, Vampe dell'inferno
- 007 - 012: Piros - Tango di fuoco, Guardia delta, Autodistruzione, Autodistruzione +, Esplosione, Esplosione +
- 013 - 018: Lamia - Coda, Canto, Dolce bacio, Dolce Bacio +, Seduzione, Seduzione +
- 019 - 024: Fenice - Assalto di fuoco, Barriera ardente, Spirito immortale, Spirito immortale+, Rinascita, Rinascita +
- 025 - 032: Adamantaruga - Potere tartaruga, Potere tartaruga +, Guscio miracoloso, Guscio miracoloso +, Lentezza, Difesa totale
- 033 - 036: Kyactus - Aghi rotanti, Imboscata, Attacco venefico, Fotosintesi, 1000 aghi, 1000 aghi +,
- 037 - 042: Unicorno - Scatto, Calcio guaritore, Sorgente, Sorgente +, Uragano, Uragano +
- 043 - 048: Titano - Ira di Gaia, Lancio del masso, Pugno terreno, Pugno terreno +, Fenditura, Fenditura +
- 049 - 054: Shiva - Voce raggelante, Annientamento, Annientamento +, Velo di neve, Polvere di diamante, Tocco celestiale
- 055 - 060: Leviatano - Colpo di coda, Tempesta, Geyser, Geyser +, Maremoto, Maremoto +
- 061 - 066: Drago di Nebbia - Respiro di nebbia, Onda di nebbia, Idrorespiro, Idrorespiro +, Gelo incantato, Gelo incantato +
- 067 - 072: Bismarck - Nessuna pietà, Scorpacciata, Scorpacciata +, Folata di bolle, Folata di bolle +, Maelstrom
- 073 - 078: Carbuncle - Stella lucente, Attacco rapido, Luce vermiglia, Luce vermiglia +, Protezione sacra, Canto benedetto
- 079 - 084: Ramuh - Shock, Nube tempestosa, Campo magnetico, Campo magnetico +, Fulmini del giudizio, Fulmini del giudizio +
- 085 - 090: Cait Sith - Megafono, Squillo di tromba, Squillo di tromba +, Pioggia di gatti, Grande plauso, Grande plauso +
- 091 - 096: Gigante di Ferro - Pugno, Placcaggio, Raggio, Raggio +, Colpo dall'alto, Colpo dall'alto +
- 097 - 102: Odino - Zantetsuken, Zantetsuken +, Grugnir, Grugnir +, Sleipnir, Spada Oscura
- 103 - 108: Bahamut - Attacco aereo, Megavampalia, Megavampalia +, Teravampalia, Teravampalia +, Istinto,
- 109 - 113: Tomberry - Nube venefica, Morsa d'ombra, Pugnale, Karma, Karma +
- 114 - 118: Goblin - Schiaffo, Schiaffo +, Furore, Grido, Meteora
- 119 - 122: Tifone - Palla di fuoco, Buon appetito!, Sbuffata, Schiacciaossa
- Promo rossa: Omega - Cannone a onde
- Promo grigia: Ultima Weapon - Ultima
- Promo verde: Ragnarok - Metamorfosi
- Promo blu: Shinryu - Raggio atomico
- Promo gialla: Chocobo - Chocolpo

## Avversari del Gioco di Carte
Gli avversari sono elencati in ordine di apparizione nel gioco.
- Duellante X: Un improbabile supereroe moguri, sotto cui si cela il moguri Mog. Decide di prendere il protagonista sotto la sua ala protettrice e gli insegna il gioco di carte. Nei duelli di carte comincia con 20 punti vita. All'inizio lo si trova nel Monte Magma, poi si sposta in una bancarella nella piazza principale.
- Behemoth: Un essere che assomiglia ad un minotauro, viene posseduto da Irma. Mentre è posseduto usa un linguaggio quasi da dislessico, mentre quando è rinsavito usa un linguaggio arcaico molto ricercato. Nei duelli di carte comincia con 20 punti vita. Lo si trova nella caverna a ovest del Monte Magma.
- Bebuzzu forma Fuoco: Bebuzzu che ha assorbito il potere del Cristallo del Fuoco. Diventa una forma demoniaca di Fenice, con un occhio solo e con pagine di libro al posto delle penne delle ali. Nei duelli di carte comincia con 25 punti vita. Lo si trova in cima al Monte Magma. Per risfidarlo bisogna esaminare il Cristallo del Fuoco.
- Golem: Un albero vivente che viene posseduto da Irma. Nei duelli di carte comincia con 25 punti vita. Lo si trova nella zona centrale della foresta.
- Bebuzzu forma Terra: Bebuzzu che ha assorbito il potere del Cristallo della Terra. Si presenta come un ragazzo piuttosto basso vestito di verde con un libro aperto come cappello. Nei duelli di carte comincia con 30 punti vita. Lo si trova nella radura a nord della foresta. Per risfidarlo bisogna esaminere il Cristallo della Terra.
- Sahagin: Un essere acquatico simile ad una rana, viene posseduto. Sia da posseduto sia da rinsavito possiede un carattere affabile. Nei duelli di carte comincia con 30 punti vita. Lo si trova nella zona sud-ovest del Santuario.
- Bebuzzu forma Acqua: Bebuzzu che ha assorbito il potere del Cristallo dell'Acqua. Si presenta come una versione demoniaca di Leviatano, con un occhio solo e con pagine di libro al posto delle scaglie. Nei duelli di carte comincia con 35 punti vita. Lo si trova nella sala dei telestrasporti, nella zona sud del Santuario. Per risfidarlo bisogna esaminare il Cristallo dell'Acqua.
- Gigante di ferro: Un robot progettato per combattere, viene posseduto da Irma. Essendo un robot ha un linguaggio da computer (es. "Sto riorganizzando la CPU"). Nei duelli di carte comincia con 35 punti vita. Lo si trova al primo piano della Tecnolite.
- Bebuzzu forma Luce: Bebuzzu che ha assorbito il potere del Cristallo della Luce. Si presenta come una sfera levitante gialla e nera a cui intorno ruota un anello giallo. Nei duelli di carte comincia con 40 punti vita, ed è il più forte del gioco. Lo si trova in cima alla Tecnolite. Per risfidarlo bisogna esaminare il Cristallo della Luce.

## Colonna Sonora
La colonna sonora è stata curata da Nobuo Uematsu. La colonna dispone di 28 brani, di cui 21 sono remix di brani di altri titoli Square Enix, e 7 originali di cui 5 sono nuovi arrangiamenti della Chocodance. È possibile ascoltarli nel menù opzioni.
- Traccia 1: ODEKA ke Chocobo - Tema della serie Chocobo
- Traccia 2: Win/Place/Show Chocobo! - tratto da Final Fantasy VII
- Traccia 3: Chocobo Village - tratto da Chocobo's Dungeon
- Traccia 4: Mt. Gulg - tratto da Final Fantasy I
- Traccia 5: Legend of the Deep Forest - tratto da Final Fantasy V
- Traccia 6: Beneath the Horizon - tratto da Final Fantasy III
- Traccia 7: Mako Reactor - tratto da Final Fantasy VII
- Traccia 8: Prelude - tratto da Final Fantasy I
- Traccia 9: Fiddle de Chocobo - tratto da Final Fantasy VII
- Traccia 10: Move de Chocobo - arrangiamento originale di ODEKA ke Chocobo
- Traccia 11: March de Chocobo - arrangiamento originale di ODEKA ke Chocobo
- Traccia 12: Retro de Chocobo - arrangiamento originale di ODEKA ke Chocobo
- Traccia 13: Battle de Chocobo - arrangiamento originale di ODEKA ke Chocobo
- Traccia 14: Victory Intro - tratto da Final Fantasy I
- Traccia 15: Victory - tratto da Final Fantasy I
- Traccia 16: Defeat Intro - arrangiamento originale di ODEKA ke Chocobo
- Traccia 17: Defeat - arrangiamento originale di Victory
- Traccia 18: Magical Picture Books - traccia originale
- Traccia 19: Mage's Melody - tratto da Chocobo Racing
- Traccia 20: Sealed Book - tratto da Final Fantasy V
- Traccia 21: Irma's Troupe - traccia originale
- Traccia 22: Gysahl Greens - tratto da Final Fantasy III
- Traccia 23: Cry in Sorrow - tratto da Final Fantasy IV
- Traccia 24: Crystal Room - tratto da Final Fantasy III
- Traccia 25: Battle Theme - tratto da Final Fantasy I
- Traccia 26: The Decisive Battle - tratto da Final Fantasy VI
- Traccia 27: Battle at the Big Bridge - tratto da Final Fantasy V
- Traccia 28: Ride On - tratto da Final Fantasy VIII